# Huracán Gloria

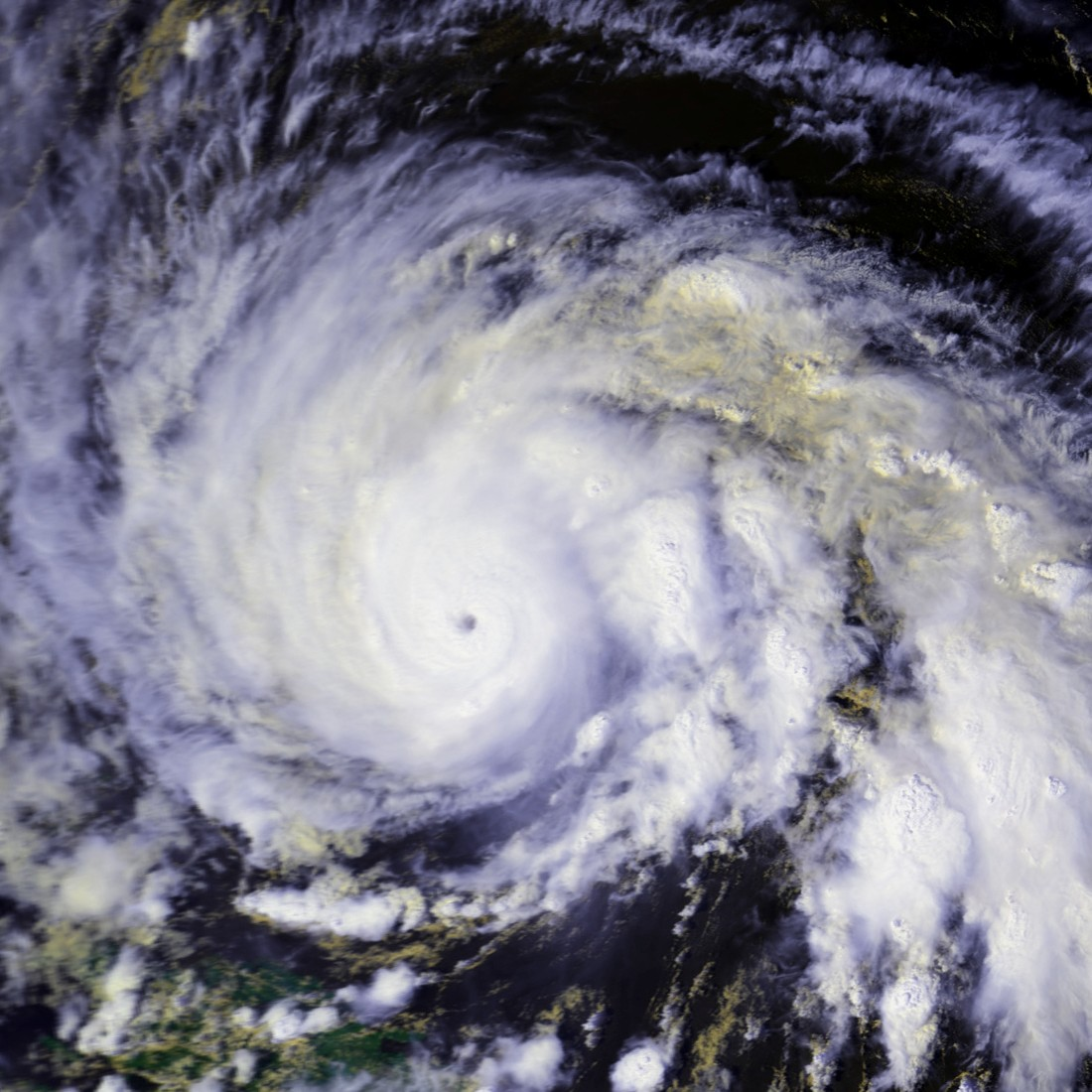
Huracán Gloria el 24 de septiembre de 1985, de NOAA-9.

El huracán Gloria fue el primer ciclón tropical importante en alcanzar el noreste de los Estados Unidos desde el huracán Agnes en 1972 y la primera gran tormenta en afectar Nueva York y Long Island directamente desde el huracán Donna en 1960.
Mientras que en la costa del este de los Estados Unidos, los vientos más fuertes del huracán se encontraban en la periferia oriental, lo que redujo los vientos sobre la tierra. En Carolina del Norte, donde Gloria hizo su primera recalada, los vientos más fuertes fueron 119 km / h en una estación cerca de Buxton en la oficina del Servicio Meteorológico Nacional de Cape Hatteras; también se observó una ráfaga de 87 mph (140 km / h).
A lo largo de gran parte del Atlántico Medio, los vientos se mantuvieron generalmente por debajo de la fuerza de los huracanes; sin embargo, los vientos alcanzaron 92 mph (147 km / h) a lo largo del puente-túnel Chesapeake Bay en Virginia y ráfagas a 89 mph (144 km / h) en Ocean City, Maryland. Los vientos más fuertes en la región ocurrieron después de que el centro pasó el área. Debido al movimiento rápido de Gloria, hubo una mínima inundación costera debido a que la mayor marea de tormenta ocurrió durante la marea baja, generalmente menos de 4.9 pies (1.5 m).
Las olas altas arrastraron 30 pies (9,1 m) de un muelle de pesca en Virginia Beach, Virginia. La lluvia causó inundaciones menores, y las mareas altas inundaron porciones costeras de la región de Hampton Roads. Hubo daños menores en árboles, techos y señales en el sureste de Virginia. El centro de Gloria pasó a unos 30 millas (48 km) costa afuera del este de Maryland. En Ocean City, las olas de 15 pies (4,6 m) dañaron severamente el paseo marítimo, lavando arena y escombros un bloque tierra adentro. Los árboles caídos dejaron sin electricidad a unas 150,000 personas en Maryland. Los vientos fuertes forzaron el cierre del puente de la bahía de Chesapeake, y hubo poco daño fuera del este de Maryland. Las altas olas en Delaware erosionaron las playas, destruyeron las dunas y dañaron los edificios frente al mar y los paseos marítimos. Las inundaciones causadas por tormentas cerraron varias carreteras, incluida la ruta 1 de Delaware. Los daños fueron más graves en el condado de Sussex, aunque la tormenta dañó los cultivos de maíz y soja en el norte de Delaware. El daño monetario totalizó más de $ 500,000 en el estado. En la vecina Pensilvania, las ráfagas de viento alcanzaron 56 mph (90 km / h) en Allentown, lo que derribó muchos árboles y dejó a miles sin electricidad. Fuertes lluvias inundaron muchos arroyos, que cerraron o dañaron varias carreteras, puentes y líneas ferroviarias. Cerca de 3,000 casas se inundaron, lo que obligó a miles a evacuar.
Mientras estaba cerca de la costa de Nueva Jersey, Gloria produjo vientos fuertes, alcanzando un máximo de 81 mph (130 km / h) en Ocean City, donde también se informó una ráfaga de 101 mph (162 km / h). 
Mientras hacía su segunda recalada, Gloria fue acompañada por una marea de tormenta de 6,9 pies (2,1 m) en Battery Park, la más alta a lo largo de su camino. El informe de viento más alto fue una ráfaga de 85 mph (137 km / h) en el aeropuerto de Islip. Central Park reportó una ráfaga de 51 mph (83 km / h).
A lo largo de Long Island, la gran marea de tormenta inundó cientos de calles y causó una fuerte erosión de las playas. Los fuertes vientos derribaron miles de árboles y dañaron cientos de casas, causando apagones generalizados.
Mientras se movía a través de Nueva Inglaterra, Gloria era un huracán debilitado que pasaba rápidamente a través del área. Aunque todavía es un gran huracán, Gloria golpeó durante la marea baja, lo que ocasionó marejadas de tormenta de bajas a moderadas de 1,5 m en Groton, Connecticut, 6 pies en New Bedford, Massachusetts, y 3 pies (1 m) en Portland, Maine. Las altas olas causaron una fuerte erosión de las playas en Connecticut y Rhode Island. Los vientos sostenidos más altos fueron los informes de 83 mph (135 km / h) en Waterbury, Connecticut, y el Observatorio Meteorológico Blue Hill en Massachusetts, aunque ninguna ubicación se encuentra al nivel del mar. Las ráfagas alcanzaron su punto máximo a 110 mph (176 km / h) en Chatham, Massachusetts, y áreas extensas en toda Nueva Inglaterra informaron ráfagas de fuerza de huracán. Se estima que se produjeron vientos con fuerza de huracán en Connecticut, Massachusetts y New Hampshire.
En Connecticut, Gloria cruzó desde Westport a lo largo del Long Island Sound, pasó cerca de Hartford y salió a Massachusetts. Las ráfagas de viento alcanzaron un máximo de 148 km / h en Bridgeport y también alcanzaron 132 km / h en Hartford. Los vientos derribaron miles de árboles, muchos de los cuales derribaron líneas eléctricas. Esto dejó a unos 727,000 residentes sin electricidad, estableciendo un récord para el estado relacionado con un evento meteorológico. Las altas olas dañaron o hundieron cientos de embarcaciones a lo largo de la costa, y varias casas y muelles frente a la playa resultaron dañados. Las lluvias ligeras causaron algunas inundaciones menores, principalmente en el noroeste de Connecticut. En todo el estado hubo alrededor de $ 6 millones en daños a los cultivos. El daño fue más fuerte cerca de Hartford, y el daño total de la tormenta se estimó en $ 91 millones. Los árboles caídos contribuyeron a dos de las tres muertes en el estado, así como a varias otras lesiones.
Las ráfagas de fuerza de huracán afectaron Rhode Island, alcanzando un máximo de 148 km / h en Westerly. Los vientos desarraigaron miles de árboles y causaron daños generalizados en el techo. Alrededor de 300,000 personas perdieron energía, la mayor desde el apagón del noreste de 1965. Las inundaciones costeras se redujeron al mínimo debido a la tormenta que golpeó durante la marea baja, aunque fueron lo suficientemente altas en la bahía de Narragansett para dañar muelles y cientos de barcos. Los daños en el estado se estimaron en $ 20 millones, incluido el costo para restaurar los cortes de energía. Hubo dos muertes en Rhode Island; uno estaba relacionado con un árbol caído, y uno ocurrió cuando un hombre estaba tratando de asegurar su barco.
En Massachusetts, el huracán se mudó de Connecticut a través del área de Springfield. Hubo un pequeño tornado F1 en el condado de Middlesex que dañó árboles. Los fuertes vientos derribaron miles de árboles, y alrededor de 500,000 personas en todo el estado perdieron el poder. Las fuertes lluvias causaron inundaciones de la corriente, aunque el mayor daño fue causado por los vientos. El huracán destruyó una torre de radio en Framingham y dañó cientos de hogares en la parte oriental del estado. A lo largo de la costa, la marea de tormenta causó inundaciones costeras menores y dañó cientos de barcos. En todo Massachusetts, el daño se estimó en $ 61 millones, incluidos $ 6 millones por daños a los cultivos.
Para cuando Gloria llegó a New Hampshire, se había debilitado y se estaba volviendo extratropical, aunque se notificaron ráfagas de viento con fuerza de huracán en todo el estado. En la cima del Monte Washington, las ráfagas de viento alcanzaron 127 mph (204 km / h). Los vientos fueron lo suficientemente fuertes como para derribar árboles grandes, muchos de más de 50 años y 50 pies (15 m). Los árboles derribados cortaron las líneas eléctricas, lo que dejó a 97.116 personas sin electricidad, principalmente a lo largo de la costa. Los árboles caídos también dañaron 16 casas y varios vehículos. Las porciones dañadas por la lluvia alta de North Woodstock, aunque el daño del agua fue generalmente menor. Hubo una muerte en el estado, cuando una anciana fue derribada por los fuertes vientos y murió dos semanas después. Hubo alrededor de $ 2.5 millones en daños a los cultivos, principalmente a la cosecha de manzanas. En el vecino Maine, cerca de 600,000 personas perdieron energía debido a la tormenta, la mayor cantidad desde el paso de los huracanes Carol y Edna en 1954. Los vientos en Maine alcanzaron 86 mph (138 km / h) y la tormenta derribó alrededor de 100 postes Además de las líneas derribadas. Los árboles caídos bloquearon las carreteras y dañaron casas y automóviles. Los vientos dañaron los techos, incluida la aguja de 127 años de una iglesia en Groveville. El daño al cultivo de la manzana se estimó en $ 3 millones. Las olas altas a lo largo de la costa dañaron las trampas de langosta y docenas de barcos, muchos de los cuales fueron conducidos a tierra.
En Maine, el daño fue más severo, donde fuertes ráfagas de viento arrancaron techos y arrancaron cientos de árboles. Los fuertes vientos en toda Nueva Inglaterra causaron cortes de energía significativos, dejando a 250,000 en Maine sin electricidad. En total, siete muertes ocurrieron en Nueva Inglaterra, muchas de las cuales se produjeron por la caída de ramas de árboles.
Debido a su impacto, el nombre de Gloria se retiró de la lista de nombres de tormentas tropicales del Atlántico. Nunca más será usado para un huracán en el Atlántico. Fue reemplazado por Grace en la temporada de 1991.